# Timau
Timau (Tischlwang en allemand et Tischlbong en dialecte de Timau) est une frazione de la commune de Paluzza, dans la province d'Udine, dans la région Frioul-Vénétie Julienne, dans le nord-est de l'Italie. Elle est très précisément située à la frontière italo-autrichienne au col du (Plöchenpass) Passo di Monte Crocce à 830 m d'altitude.

## Culture

### Minorité linguistique
Timau a été peuplé vers l'an mil puis à la fin du XIIIe siècle par des colons parlant un dialecte sud-allemand d'origine carinthienne,, contrairement aux parlers de Sauris et Sappada qui sont d'origine tyrolienne. Un dictionnaire du dialecte a été produit, à côté d'autres publications.
Ce dialecte ne doit pas être confondu avec le cimbre et le mochène, tous deux d'origine bavaroise.
La langue est encore pratiquée de nos jours, bien qu'elle ait tendance à disparaître au bénéfice du frioulan (langue de la région du Frioul) et de l'italien.
Après les deux guerres mondiales, une grande partie de la population est partie chercher du travail aux quatre coins du monde, en emportant avec elle sa culture linguistique.
On estime que plus de 70 % des émigrés ne sont plus retournés au pays.
Cette population et sa langue, le Tischlbongarich, a fait l'objet de nombreuses études et thèses universitaires.
Quelques noms de famille courants à Timau : Mentil, Plozner, Primus, Matiz, Unfer, Muser, Puntel.

## Histoire[4]
Même si le col qui permet de franchir le Monte Croce est connu et utilisé dès l'Antiquité, les premiers peuplements avérés datent du XIe et XIIIe siècles, lorsque des colons des vallées du Gail et du Weissensee (en Carnia et Carinthie) puis de la Bavière viennent construire le hameau. Les premiers documents écrits utilisant le nom « Timau » datent quant à eux de 1243 et de 1375 avec les dénominations allemandes de Teschilbang puis de Teschelwanch. Par la suite, de nombreux contrats ou actes de notariat font référence à Timau puisque l'extraction des ressources minières commence (l'or notamment). Ainsi, les colons affluent de toute la Carnia et des pays voisins (notamment de la Bavière ou encore de l'Autriche) pour exploiter les filons des Pal Piccolo, Pal Grande, Promosio et de la crête de Timau (le Gamspitz en Frioulan et Ganzschpiz en Tischlbongarich) qui surplombe le village. Cette période provoque de fortes croissances démographiques et économiques.
Le 28 et 29 octobre 1729, de violentes averses inondent Timau (alors situé dans le quartier actuel de l'ossuaire, le Braida), n'épargnant que l'Église. Les villageois reconstruisent donc le village à un mile des ruines et dans un périmètre protégeant des caprices du But, la rivière qui traverse la ville. Le quartier du Scholeit est donc créé.
La chute de la République Vénitienne en 1797 provoque un fort mouvement d'émigration, de nombreux Timavesi étant obliger de partir travailler à l'étranger, parfois pour une saison, parfois pour la moitié de l'année. À la suite de l'unification, l'émigration vers l'Argentine ou la France est importante.
La Première Guerre mondiale (1915-1918) affecte profondément Timau. En effet, la ligne de front est très proche (de nombreuses tranchées sont encore visitables aujourd'hui), occasionnant un poids psychologique important pour les locaux ; les cavernes située dans la Crête de Timau (les chnotnleichar) abritent même des soldats transalpins. Mais surtout, l'altitude importante occasionne un défi logistique majeur et de nombreuses femmes sont réquisitionnées afin de monter vers les lignes de tranchées, parfois plusieurs fois pas jour, afin d'apporter ravitaillement et soutien aux soldats, donnant naissance au mythe des « Portatrici carniche (it) ». En 1997, le Président de la République Oscar Luigi Scalfaro honora ces femmes, et décora les survivantes de la « Croce di Cavaliere ». Le monument aux morts de Timau représente d'ailleurs la mort d'une de ces femmes : Maria Plozner Mentil. Le musée de la Grande Guerre de Timau témoigne des stigmates des militaires mais également des civils; il était par ailleurs moralement très difficile pour les Timavesi de combattre leurs collègues, voisins et parfois amis, mais ils remplirent leur devoir avec brio, le village de Timau n'étant pas occupé avant la débâcle de Caporetto.
Après la Première Guerre mondiale, l'Italie est secouée, lors du bienno rosso, par de violents affrontements entre fascistes, communistes et militaires. Les fascistes eurent du mal à étendre leur influence sur Timau, traditionnellement plus proche des ligues paysannes et catholiques (les « leghe rosse » et « leghe bianche »), voire du communisme pour le quartier de Casali Sega Primo, surnommé le « quartier des rouges ». Malgré tout, des manifestations fascistes eurent bien lieu, et, une fois les Fascistes au pouvoir, les écoles furent décorés avec des images du Duce alors que des habitants de Timau partirent pour l'Éthiopie en 1936. La Seconde Guerre mondiale occasionna moins de problèmes, les Alpes n'ayant jamais été un lieu de combats, même si un groupe de fascistes assassina des bergers à Promosio, en réaction aux déboires des régimes fascistes puis de la République Sociale Italienne à partir de 1943. Les années 1940 furent également marquées par la légende du Fischiosauro.
Après la guerre, un mouvement migratoire reprit avec la diminution importante des activités agricoles et d'élevages, les habitants partant trouver du travail en Autriche, en France ou en Bavière. En 1964, après dix-huit ans de travaux, la grande église du Christ Roi achève sa construction, abritant en son sein le second plus grand Christ d'Europe. Le tremblement de terre de 1976 affecta légèrement Timau même si certaines bâtissent furent durement mises à l'épreuves.

## La religion à Timau
En montagne, la vie étant dure, les prières et vénérations des madones sont traditionnelles, tant pour espérer le salut qu'une bonne récolte. De nombreux autels de rue et crucifix sont éparpillés dans les rues de Timau ou encore au milieu des sentiers forestiers. Timau compte trois églises. La première est celle de Santa Geltrude, patronne de Timau, qui date du XVIIIe siècle. L'église se trouve dans le quartier du Scholeit et abrite en son sein les œuvres « Assunzione della vergine » ou encore « Patrona con la vergine ed il bambino ».
La seconde église est celle de l'ossuaire, dans le Braida. Située à l'emplacement de l'ancienne église « del Cristo Crocefisso » dont des documents parlent dès 1284, elle devient un ossuaire en 1937 en même temps que l'ultime demeure de 1 800 soldats italiens morts durant le premier conflit mondial.
La troisième est l'église du Christ Roi, formidable monument de plusieurs dizaines de mètres de long et de hauteur. Construite dans le Rana de 1946 à 1964, elle accueille le second plus grand christ d'Europe, ce dernier mesurant 12 mètres et pesant plus de 100 kilosgrammes.
Enfin, le culte de la « madonna delle neve » est fortement présent. La chapelle affectée au culte est construite en 1916 pour permettre aux soldats de prier. Située dans le Pal Grande di sotto, elle est bénie le 2 novembre 1916 et résiste à un bombardement autrichien pendant lequel personne ne fut blessé.
Le Pal Piccolo possède lui aussi une chapelle, tout comme le refuge de Promosio. Cette dernière est dédiée aux bergers assassinés en 1943 par des fascistes.
Quoi qu'il en soit, les Timavesi sont tous de religion catholique, au moins par tradition. Par ailleurs, les messes continuent d'attirer de nombreux habitants.